# 藤原経憲
藤原 経憲（ふじわら の つねのり）は、平安時代後期の貴族。藤原北家勧修寺流、少納言・藤原顕憲の子。官位は従五位下・蔵人大夫。

## 経歴
兄弟達と同様、従兄弟である藤原頼長の側近となり、その家司を務める。その容貌は兄達より美麗であったと、頼長によって評されている（『台記・久安3年6月22日条』）。
保元元年（1156年）の保元の乱に当たっては、崇徳上皇、頼長方に参加。敗北後は出家するも捕らえられ、近衛天皇や美福門院を呪詛した嫌疑によって兄・盛憲と共に拷問にかけられた後、隠岐国へと流罪となった。没年を含め、その後の足跡は不明である。

## 系譜
- 父：藤原顕憲
- 母：薩摩守藤原時貞の娘
- 妻：不詳

## 関連作品
- 新・平家物語 （1972年、NHK大河ドラマ) - 演：纓片達雄